# Osmerec (čoln)
Osmerec  je tip čolna in veslaška disciplina pri športnem veslanju.
Čoln je oblikovan tako, da v njem eden za drugim sedi osem veslačev, ki čoln poganjajo z osmimi vesli, v čolnu pa je še deveti član posadke, imenovan krmar, ki skrbi za popravljanje smeri čolna. Običajno je, da krmar v osmercu sedi na krmi in gleda v smeri vožnje. 
Čoln za osmerec je podolgovat in ozek, v prerezu pa je polkrožen. Taka oblika čolna je pomembna zaradi čim manjšega vodnega upora. Čoln ima običajno proti zadnjemu delu v vodi enojni stabilizator, ki skrbi za uravnavanje smeri ter pokončno stabilnost, krmar pa lahko z njim upravlja preko posebne ročice v notranjosti čolna. Sprva so bili čolni narejeni iz lesa, danes pa jih izdelujejo iz kompozitnih materialov (običajno iz plastike, ojačane z ogljikovimi vlakni). Sodobni čolni so tako znatno lažji in bolj trpežni od starih. 
Mednarodna veslaška zveza priznava osmerec kot olimpijsko disciplino že od začetka veslanja na Olimpijskih igrah